# Folke Eriksberg
Sten Folke Emelin Eriksberg (* 27. Oktober 1910 in Stockholm als Folke Eriksson; † 11. Juni 1976 ebendort) war ein schwedischer Jazzmusiker (Gitarre, Banjo). Der Fachzeitschrift Orkesterjournalen zufolge war er Pionier der Jazzgitarre in Schweden, erfahrener Begleiter und technisch versierter Solist.

## Leben und Wirken
Eriksberg erhielt Gitarrenunterricht von seiner Mutter; in den 1920er Jahren wechselte er zum Banjo, das im Jazz zunächst gebräuchlicher war. 1926 erhielt er sein erstes berufliches Engagement, und im folgenden Jahr spielte er im Restaurant Sphinx in der Kungsgatan in einem Orchester, dem auch der Trompeter Elis „Plutten“ Redlig und der Pianist Sven Arefeldt angehörten. Von 1928 bis 1933 gehörte er zur Band von Frank Vernon, wo er zur Gitarre wechselte; erste Plattenaufnahmen mit Albert Vernons Dansorkester entstanden Ende 1929 („Mississippi“). Während er von 1934 bis 1936 in einem Tanzorchester in Barcelona spielte, hatte er die Gelegenheit, einmal mit Benny Carter und ein anderes Mal mit Django Reinhardt aufzutreten. Nach seiner Rückkehr nach Schweden arbeitete er mit Seymour Österwall (1936–38), mit dem Pianisten Sam Samson (1938–40, Aufnahme 1941), Thore Ehrling (Aufnahmen 1938–42, Auftritte 1941–42), dem Svenska Hotkvintetten (1939–42) und Gösta Törner (1943–45). Dann war er ungefähr zehn Jahre lang in Theaterorchestern tätig, bevor er sich Mitte der 1950er Jahre aus der Musik zurückzog. Mitte der 1970er Jahre kehrte er auf die Bühne zurück, trat bei einigen Gelegenheiten mit alten Freunden auf und nahm 1975 mit einer Amateurband Aufnahmen auf.
Eddie Lang war Eriksbergs zentrales stilistisches Vorbild. Als Begleiter nahm er etwa 2000 Titel aus Jazz und populärer Musik auf, etwa mit den (Sonora) Swing Swingers und mit Thore Jederby, Alice Babs und Hasse Kahn; zu den wenigen Aufnahmen, die er unter eigenem Namen vorlegte, gehören der „St. Louis Blues“ (1937, Son. 3231) und „Dreaming Guitar“ (1937, Son. 3397).

## Lexikalischer Eintrag
Erik Kjellberg, Lars Westin Eriksberg [Eriksson], Folke New Grove Dictionary of Jazz 2002 (Oxford Music Online)